# Горна Нушка
Горна Ну̀шка (на гръцки: Μέταλλα, Метала, до 1934 година Άνω Δαφνούδι, Ано Дафнуди, до 1927 година Άνω Νούσκα, Ано Нуска) е село в Гърция, дем Довища.

## География
Селото е разположено на около 9 километра източно от демовия център Тополян (Хрисо), източно от град Сяр (Серес) в Сярското поле, в южното подножие на планината Сминица (Меникио).

## История

### Етимология
Според Йордан Н. Иванов името е по личното име Нушко, Нушка, умалително от Нушо, Нуша със с вместо ш на гръцка почва.

### В Османската империя
Жителите на Нушка (Горна и Долна) са късни преселници от село Драгуш, чиито развалини са край Хорвища.
Гръцка статистика от 1866 година показва Нуска (Νούσκα) като село със 175 турци и 275 българи православни. Александър Синве ("Les Grecs de l’Empire Ottoman. Etude Statistique et Ethnographique"), който се основава на гръцки данни, в 1878 година пише, че в Ано Нуска (Ano Nouska) живеят 264 гърци. В „Етнография на вилаетите Адрианопол, Монастир и Салоника“, издадена в Константинопол в 1878 година и отразяваща статистиката на населението от 1873 година, Нуска (Nouska) е посочено два пъти – веднъж като село в Сярска каза с 42 домакинства и 110 жители гърци и втори път като село в Зъхненска каза със 154 домакинства и 130 жители мюсюлмани и 318 българи.
В 1891 година Георги Стрезов определя селото като част от Сармусакликол и пише:
| „ | Горна-Нуска, малко село на СИ от Довища; при полите на Боздаг. То е предел между Сярската и Зъхненска каза. Долна Нуска, на разстояние от 1/4 час принадлежи на Зъхненската каза. Земя плодородна; искарва добър тютюн. Гръцка църква. 45 къщи, 200 жители. Всички християне, говорят турски без изключение. | “ |

Според статистиката на Васил Кънчов („Македония. Етнография и статистика“) от 1900 година Горна Нуска брои 240 жители, всички турци християни.
По данни на секретаря на Българската екзархия Димитър Мишев („La Macédoine et sa Population Chrétienne“) през 1905 година в Нуска (Nouska) има 115 жители гърци.

### В Гърция
През Балканската война селото е освободено от части на българската армия, но остава в Гърция след Междусъюзническата война. Според преброяването от 1928 година селото е смесено местно-бежанско с 47 бежански семейства и 198 души. В 1927 година селото е прекръстено на Ано Дафнуди, а в 1934 – на Метала.
В 1953 година е построена църквата „Успение Богородично“.
| Име         | Име           | Ново име | Ново име | Описание                                     |
| ----------- | ------------- | -------- | -------- | -------------------------------------------- |
| Шейтан тепе | Σεϊτάν Τεπέ   | Дяволос  | Διάβολος | връх в Сминица на С от Горна Нушка (773,1 m) |
| Чатал       | Τσοταλ        | Дихалу   | Δίχαλου  | връх в Сминица на СИ от Горна Нушка          |
| Сари Йолум  | Σαρρή Γιολούμ | Епимикес | Έπίμηκες | връх в Сминица на С от Горна Нушка           |
| Каш         | Κάσι          | Враходес | Βραχώδες | връх в Сминица на С от Горна Нушка (960,6 m) |